# Уряд Домініканської Республіки
Уряд Домініканської Республіки — вищий орган виконавчої влади Домініканської Республіки.

## Голова уряду
- Президент — Даніло Медіна Санчес (англ. Danilo Medina Sanchez).
- Віце-президент — Маргарита Седено де Фернандес (англ. Margarita Cedeno de Fernandez).

## Кабінет міністрів
Склад чинного уряду подано станом на 8 липня 2015 року.
| Логотип                                                | Міністерство                                                 | Міністр                                                                    | Фото | Час на посаді | Час на посаді | Партія | Партія | Вебсайт |
| ------------------------------------------------------ | ------------------------------------------------------------ | -------------------------------------------------------------------------- | ---- | ------------- | ------------- | ------ | ------ | ------- |
|                                                        | Міністерство вищої освіти, науки і технології                | Лігія Амада Мело Віуда Кардона (Ligia Amada Melo Viuda Cardona)            |      |               |               |        |        |         |
|                                                        | Міністерство внутрішніх справ                                | Хосе Рамон Фадул (Jose Ramon Fadul)                                        |      |               |               |        |        |         |
|                                                        | Міністерство державного адміністрування                      | Мануель Рамон Вентура Камехо (Manuel Ramon Ventura Camejo)                 |      |               |               |        |        |         |
|                                                        | Міністерство екології та природних ресурсів                  | Баутіста Антоніо Рохас Гомес (Bautista Antonio Rojas Gomez)                |      |               |               |        |        |         |
|                                                        | Міністерство економіки, планування і розвитку                | Хуан Темістоклес Монтас Домінгес (Juan Temistocles Montas Dominguez)       |      |               |               |        |        |         |
|                                                        | Міністерство житлово-комунального господарства і комунікацій | Гонсало Кастілло Терреро (Gonzalo Castillo Terrero)                        |      |               |               |        |        |         |
|                                                        | Міністерство закордонних справ                               | Андрес Наварро Гарсіа (Andres Navarro Garcia)                              |      |               |               |        |        |         |
|                                                        | Міністерство культури                                        | Хосе Антоніо Родрігес (Jose Antonio Rodriguez)                             |      |               |               |        |        |         |
|                                                        | Міністерство молоді                                          | Хорхе Фелікс Міная Контрерас (Jorge Felix Minaya Contreras)                |      |               |               |        |        |         |
|                                                        | Міністерство оборони                                         | Максімо Вільям Муньос Дельгадо (Maximo William Munoz Delgado)              |      |               |               |        |        |         |
|                                                        | Міністерство освіти                                          | Карлос Альберто Амаранте Барет (Carlos Alberto Amarante Baret)             |      |               |               |        |        |         |
|                                                        | Міністерство охорони здоров'я і соціального забезпечення     | Лоренсо Вільфредо Ідальго Нуньєс (Lorenzo Wilfredo «Freddy» Hidalgo Nunez) |      |               |               |        |        |         |
|                                                        | Міністерство праці                                           | Роза Маріца Ернандес Ліріано (Rosa Maritza Hernandez Liriano)              |      |               |               |        |        |         |
|                                                        | Міністерство промисловості та комерції                       | Хосе Мануель дель Кастілло Савіньон (Jose Manuel del Castillo Savinon)     |      |               |               |        |        |         |
|                                                        | Міністерство спорту                                          | Хайме Давид Фернандес Мірабал (Jaime David Fernandez Mirabal)              |      |               |               |        |        |         |
|                                                        | Міністерство сільського господарства                         | Ангель Франсіско Естевес Бурдіерд (Angel Francisco Estevez Bourdierd)      |      |               |               |        |        |         |
|                                                        | Міністерство туризму                                         | Франсіско Хавьєр Гарсіа Фернандес (Francisco Javier Garcia Fernandez)      |      |               |               |        |        |         |
|                                                        | Міністерство у справах жінок                                 | Алехандріна Герман Мехіа (Alejandrina German Mejia)                        |      |               |               |        |        |         |
|                                                        | Міністерство фінансів                                        | Саймон Лізардо Месквіта (Simon Lizardo Mezquita)                           |      |               |               |        |        |         |
|                                                        | Представник президента в уряді Домініканської Республіки     | Густаво Адольфо Монтальво Франко (Gustavo Adolfo Montalvo Franco)          |      |               |               |        |        |         |
| Секретар-адміністратор представника президента в уряді | Хосе Рамон Перальта (Jose Ramon Peralta)                     |                                                                            |      |               |               |        |        |         |